# Сахар Халифа
Сахар Халифа (арап. سحر خليفة) палестинска је списатељица рођена 1942. године у Наблусу, Палестина. Након студија на Универзитету у Бирзејту, на палестинској окупираној територији, добила је Фулбрајт стипендију и наставила студије у САД. Дипломирала је енглеску књижевност на Универзитету Чапел Хил у Северној Каролини и одбранила је докторат на тему женских студија на Универзитету у Ајови пре повратка у Палестину 1988. Она је оснивач Центра за женске послове у Наблусу, који сада има огранке у Гази и Аману, Јордан. Сахар Халифа се сматра једном од најистакнутијих палестинских списатељица. Њена дела укључују неколико романа и есеја, преведених на неколико језика, укључујући и хебрејски. Освојила је награду Нагиб Махфуз медаљу за књижевност за свој роман „Слика, Икона, Завет”.
Нека од њених најпознатијих дела су роман „Дивље трње” (1976) и „Наследство” (1997) у коме се говори о Палестинкама које жртвују све што имају зарад својих мужева и земље, а заузврат бивају заборављене и нецењене.

## Спољашњи извори
- Bio-bibliography (in French) on the site Samed devoted to palestinian literature
- Arab World Books
- al-Mallah, Ahmad. "Sahar Khalifa." Twentieth-Century Arabic Writers. Dictionary of Literary Biography Vol. 346. Gale, 2009. Literature Resource Center. Gale. 17 Mar. 2009 Gale Literature Resource Center
- Who Is Hidden beneath the Burqa? An Appeal to the West by Sahar Khalifa

## Књижевна дела
- „Нисмо више ваши робови” (1974)
- „Кактус” (1976)
- „Сунцокрет” (1980)
- „Мемоари идеалистичке жене” (1986)
- „Предворје” (1990)
- „Наследство” (1997)
- „Топло пролеће” (2009)
- „Моја прва љубав” (2010)
- „Земља и небо” (2013)